# Elétricos do Porto
A rede de elétricos da cidade do Porto, existente desde 1895, é explorada pela STCP, contando, em 2011, com três carreiras regulares de serviço de passageiros. A rede actual tem uma extensão de 8,9 km.
A bitola é de 1435 mm (bitola internacional), idêntica à do Metro do Porto e muito mais larga que a dos outros dois sistemas semelhantes em operação em Portugal: Sintra (1000 mm) e Lisboa (900 mm).

## Caracterização

### Linhas

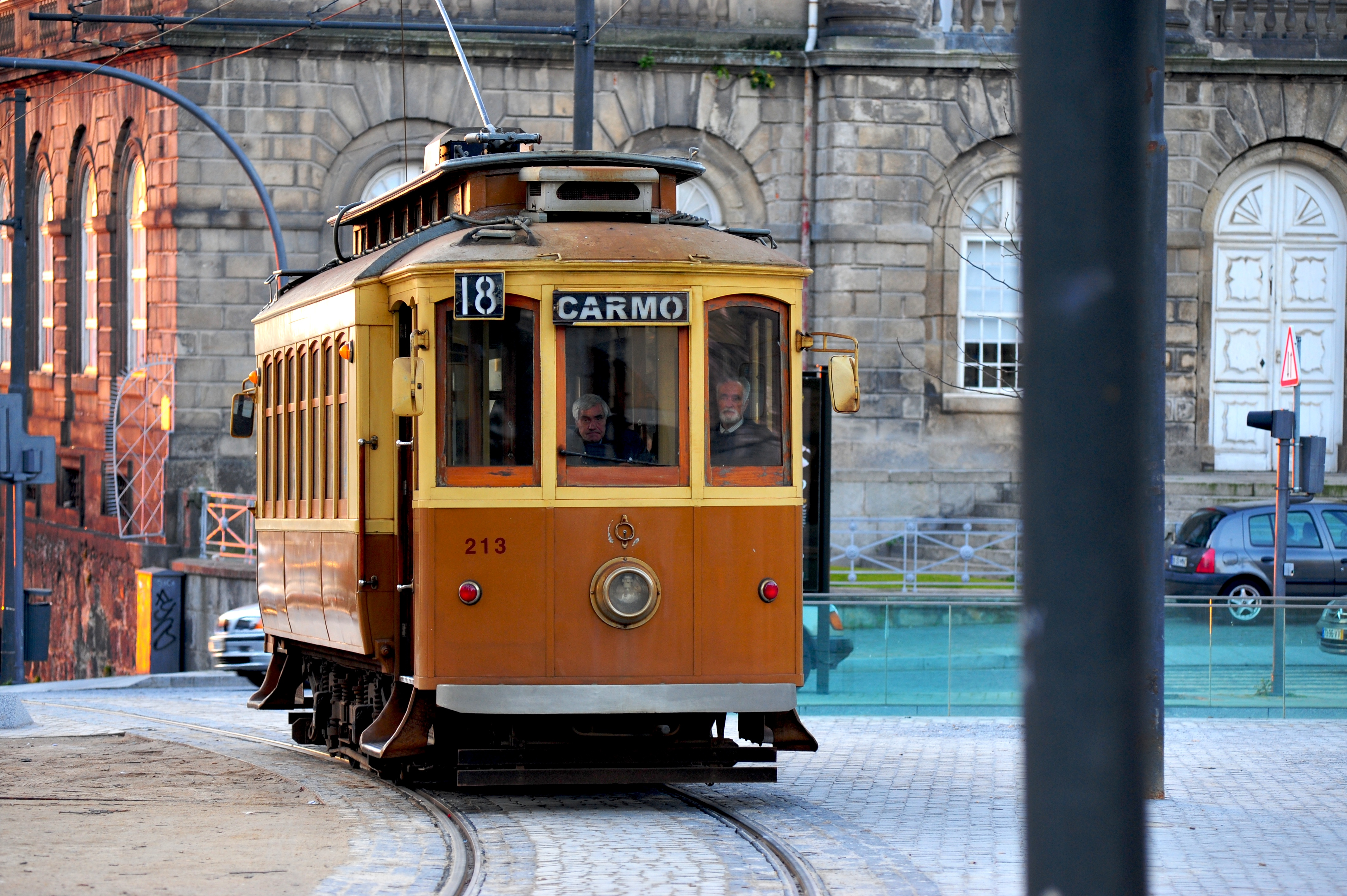
O Eléctrico 18 com destino ao Carmo.

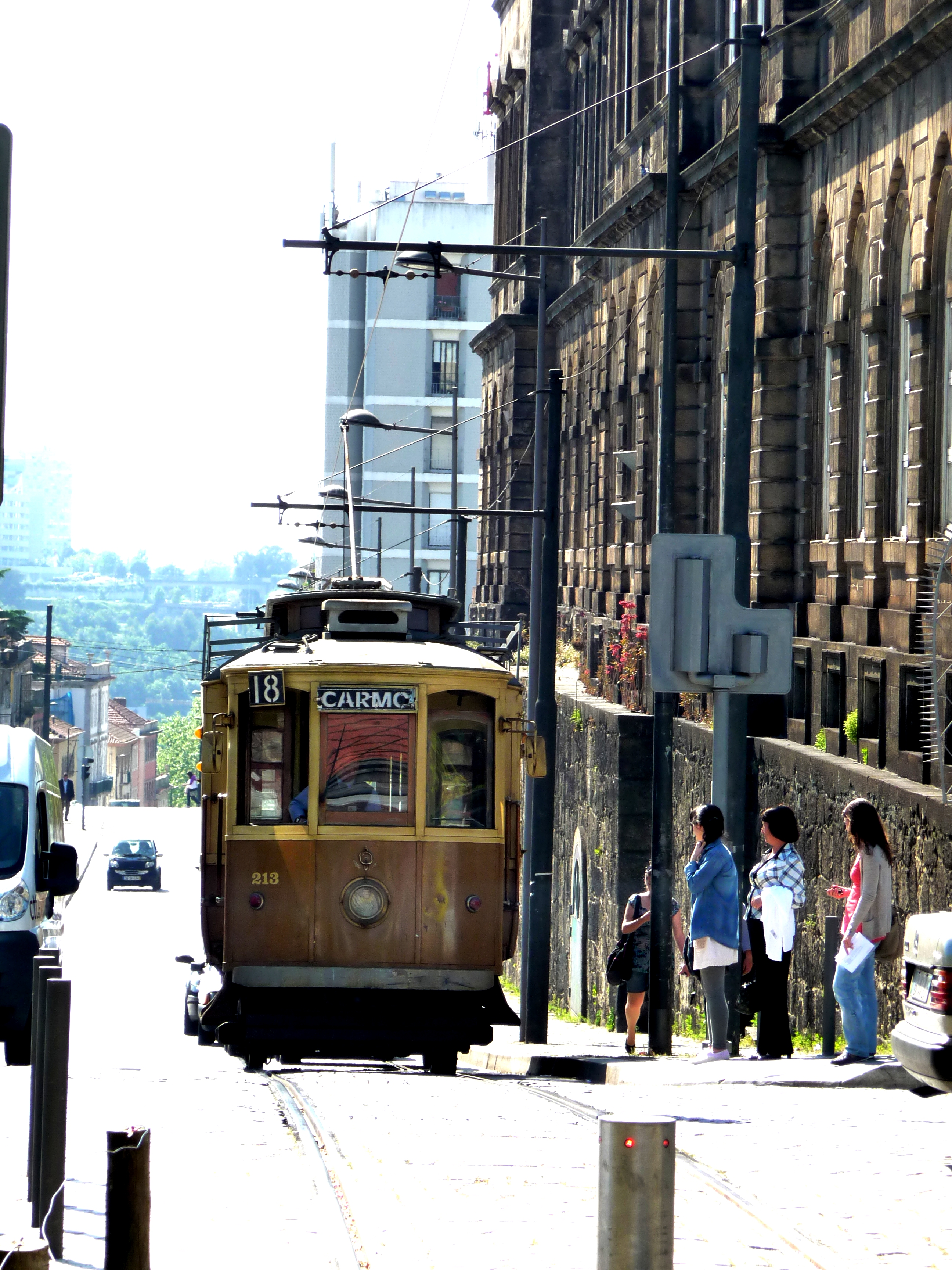
O eléctrico ao lado do Hospital de Santo António na Linha 18.

Para viajar nas linhas do elétrico tem de ter um cartão ou terá de adquirir a bordo o seu bilhete que tem um custo de 3€ por viagem. São ainda válidas as assinaturas mensais da STCP e Andante Gold.
- 1 Passeio Alegre-Infante: faz o percurso da marginal do Rio Douro, entre o Infante, perto da Ribeira e o Passeio Alegre, na Foz do Douro.

Esta linha foi a grande sobrevivente do sistema de elétricos do Porto, tendo sido por muitos anos a única maneira de andar de elétrico na cidade.  O percurso foi por algumas ocasiões  dividida em duas secções; Linha 1E Barra (ou seja, a figura 1 com uma linha através dele) corre ao longo do rio desde o Passeio Alegre (Cantareira) até Massarelos, de onde a Linha 1 completava a linha até ao Infante . Atualmente o percurso é totalmente feito pela Linha 1. Antes da Linha 1 de autocarros ter mudado de nome para Linha 500, a linha era identificada por Linha 1E de "Eléctrico" para distinção. O troço oeste desta linha entre Massarelos e o Passeio Alegre foi reaberto em 2002 e o troço entre Massarelos e o Infante foi reaberto no ano seguinte. No seu percurso original a Linha 1 (ou 1E) ligava o Infante ao mercado de Matosinhos.
- 18 Passeio Alegre-Carmo: faz a ligação entre o Carmo e o Passeio Alegre. Quando foi reaberta em 17 de dezembro de 2005, a linha 18 fazia a ligação entre o Carmo e Massarelos, sendo que desde 13 de novembro de 2021, a linha foi prolongada até ao Passeio Alegre, reforçando assim a oferta de elétricos entre Massarelos e o Passeio Alegre.

- 22 Circular Carmo-Batalha: faz a ligação entre o Carmo e a Batalha, com ligação à estação do Funicular dos Guindais, explorado pela Metro do Porto. Também perto da paragem Aliados, pode-se aceder à estação de Metro Aliados, Linha D.

Em setembro de 2007, 30 anos depois, o elétrico voltou à Baixa do Porto com a Linha 22, passando nas principais artérias da baixa da cidade: Rua dos Clérigos, Praça da Liberdade, Rua 31 de Janeiro, Praça da Batalha, Rua de Santa Catarina, Avenida dos Aliados e Rua de Ceuta. Esta linha liga o Carmo à Batalha a cada 30 minutos.
No Carmo, o 22 cruza com a Linha 18, que por sua vez, liga à Linha 1 em Massarelos, facilitando assim a utilização de todas as linhas de elétricos.

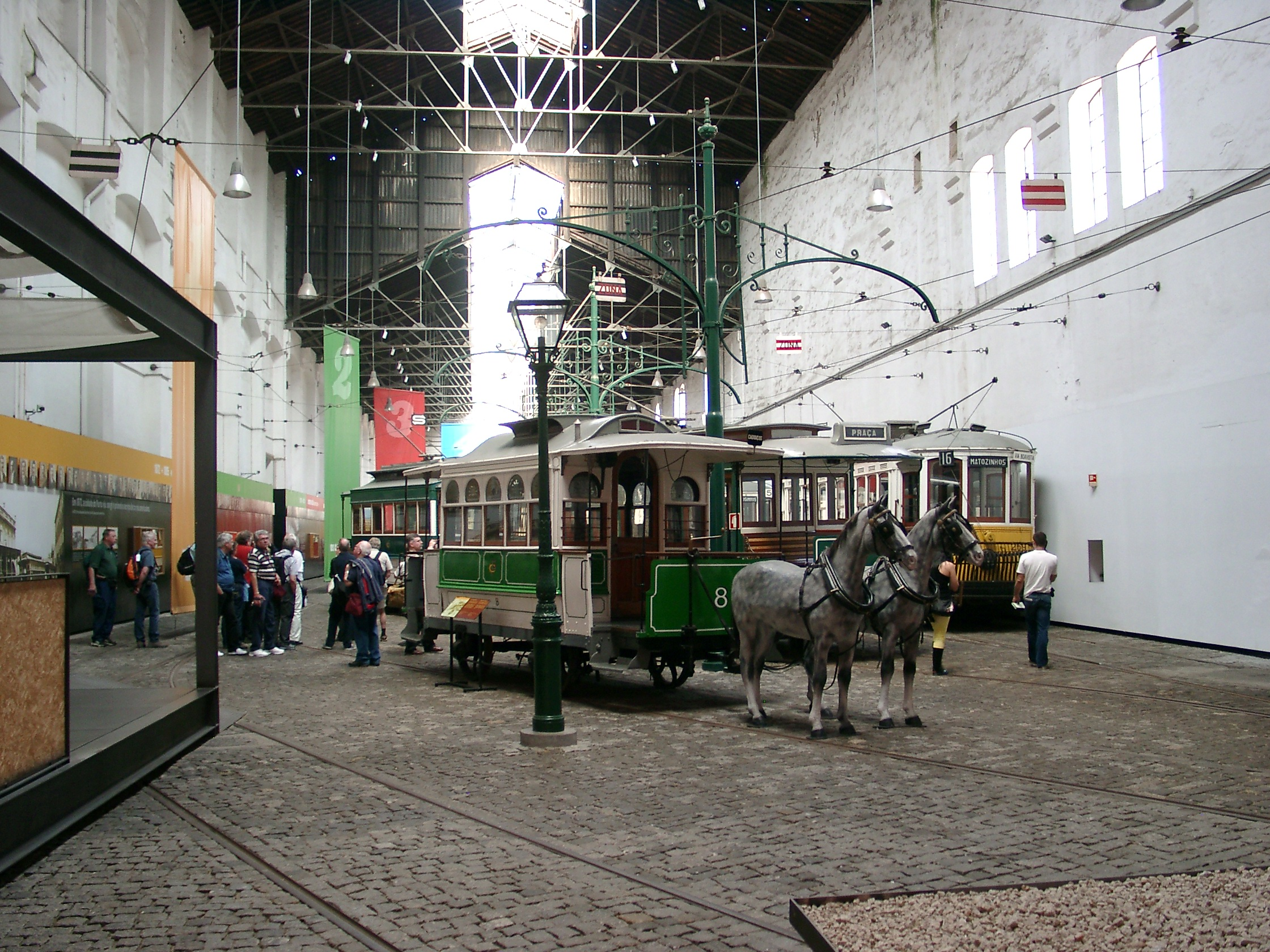
T Linha T: Porto Tram City Tour: circuito turístico desde o Infante à Batalha, foi descontinuado pela STCP, com a necessidade de acentuar o carácter predominantemente turístico deste produto, promover uma maior integração com o Museu do Carro Elétrico e diminuir os custos de operação com a rede de elétricos. O serviço turístico e o serviço regular foram fundidos, passando o Porto Tram City Tours a ser efetuado pelas linhas 1, 18 e 22 do anterior serviço regular. Esta reformulação foi acompanhada por um aumento do preço do bilhete ocasional e da sua validade (agora de apenas um viagem) e pela criação de pacotes integrados com o Museu do Carro Eléctrico.
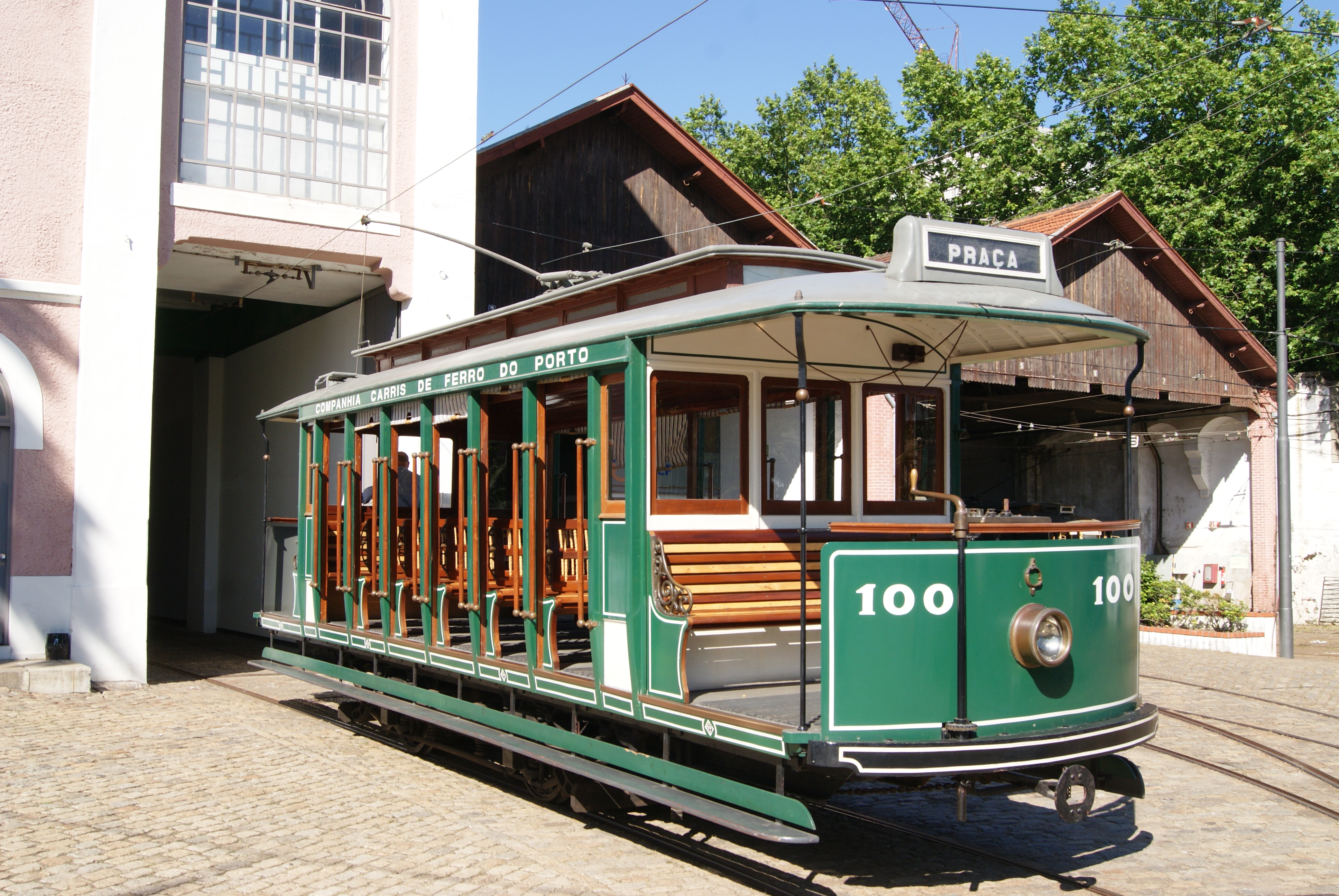
Eléctrico 100 com as cores originais no Museu do Carro Eléctrico
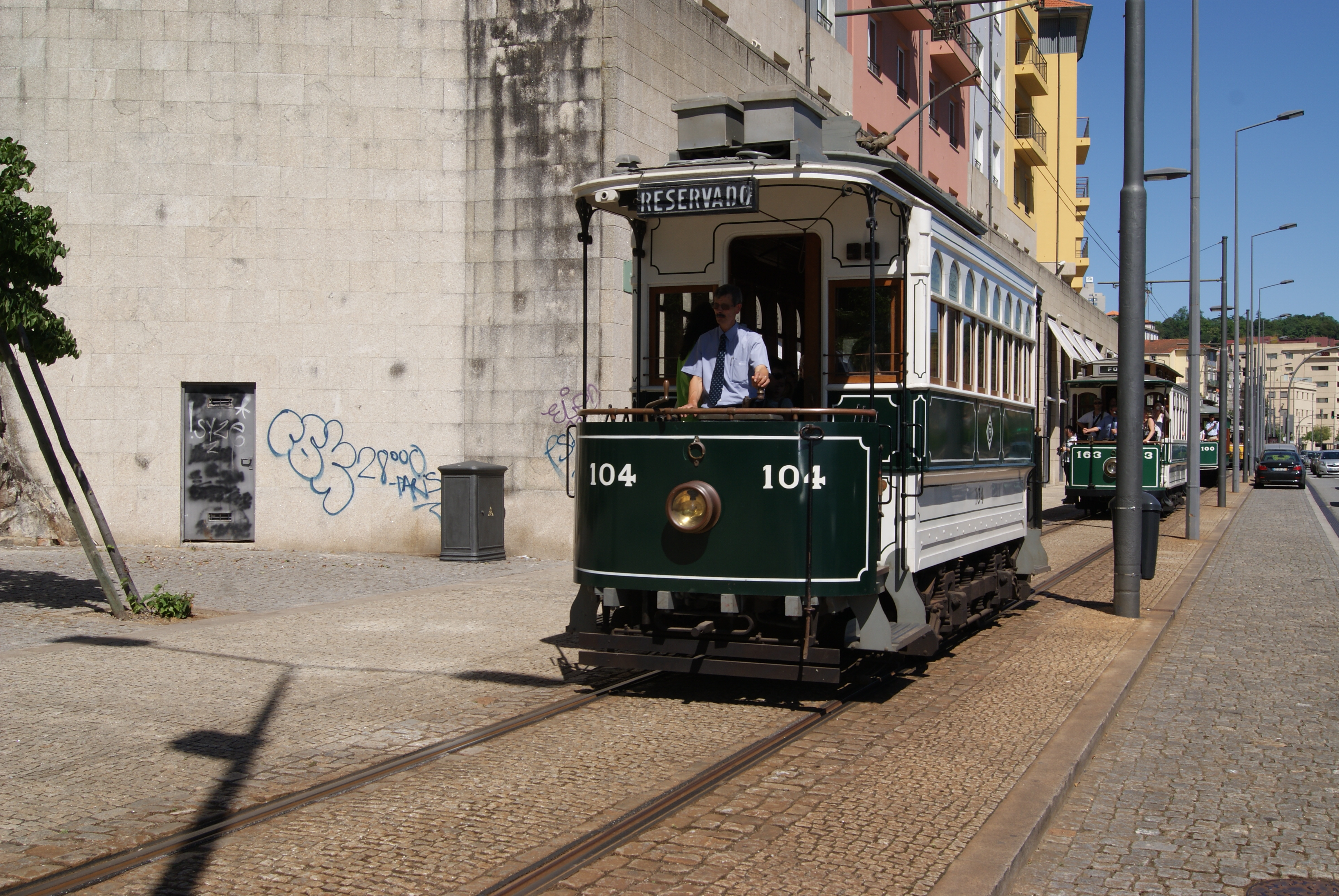
Réplica do 104, conhecido por "Risca ao Meio"
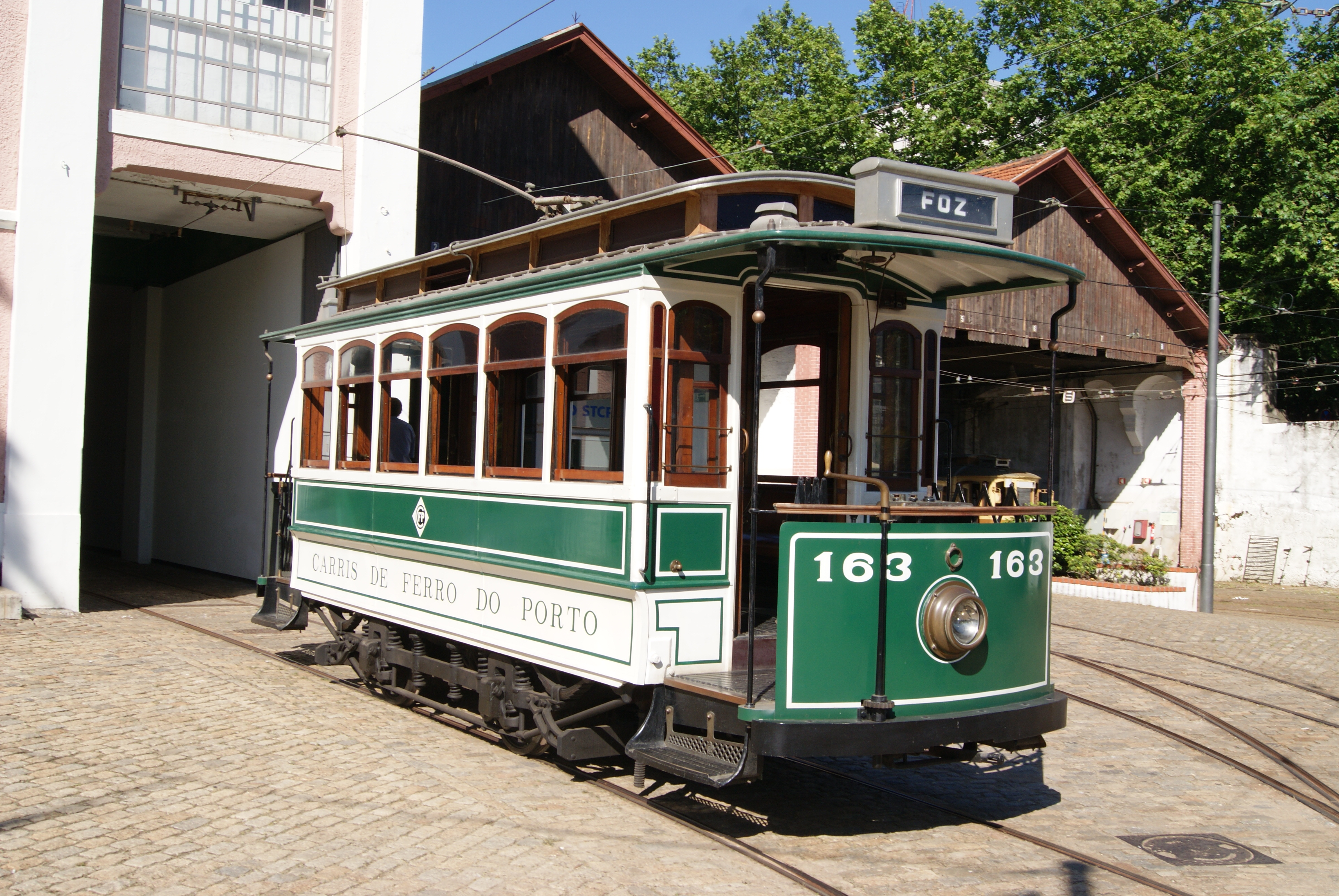
Eléctrico 163 que entrou em serviço em 1905
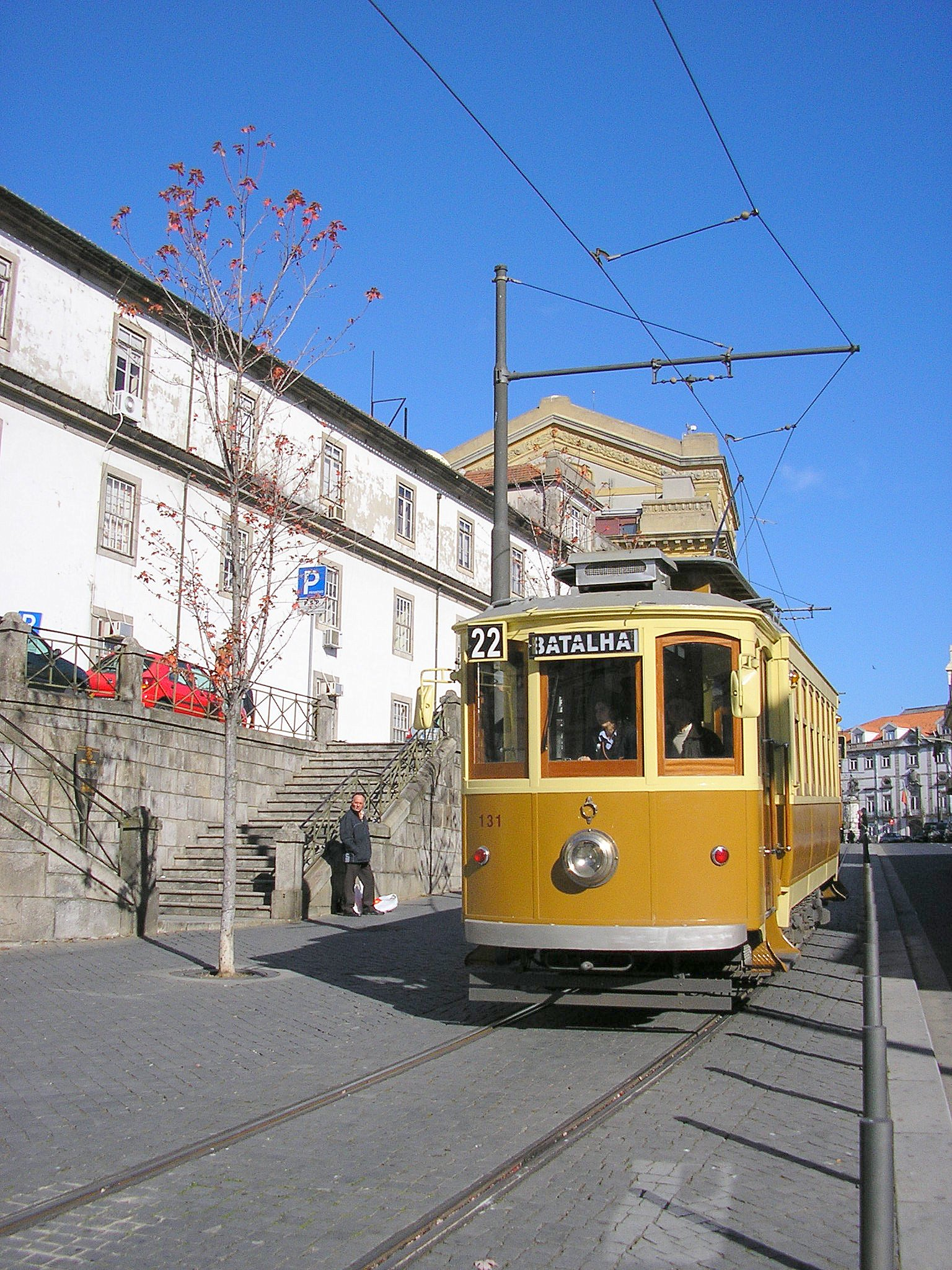
Brill 23 genuíno 131 nos Guindais
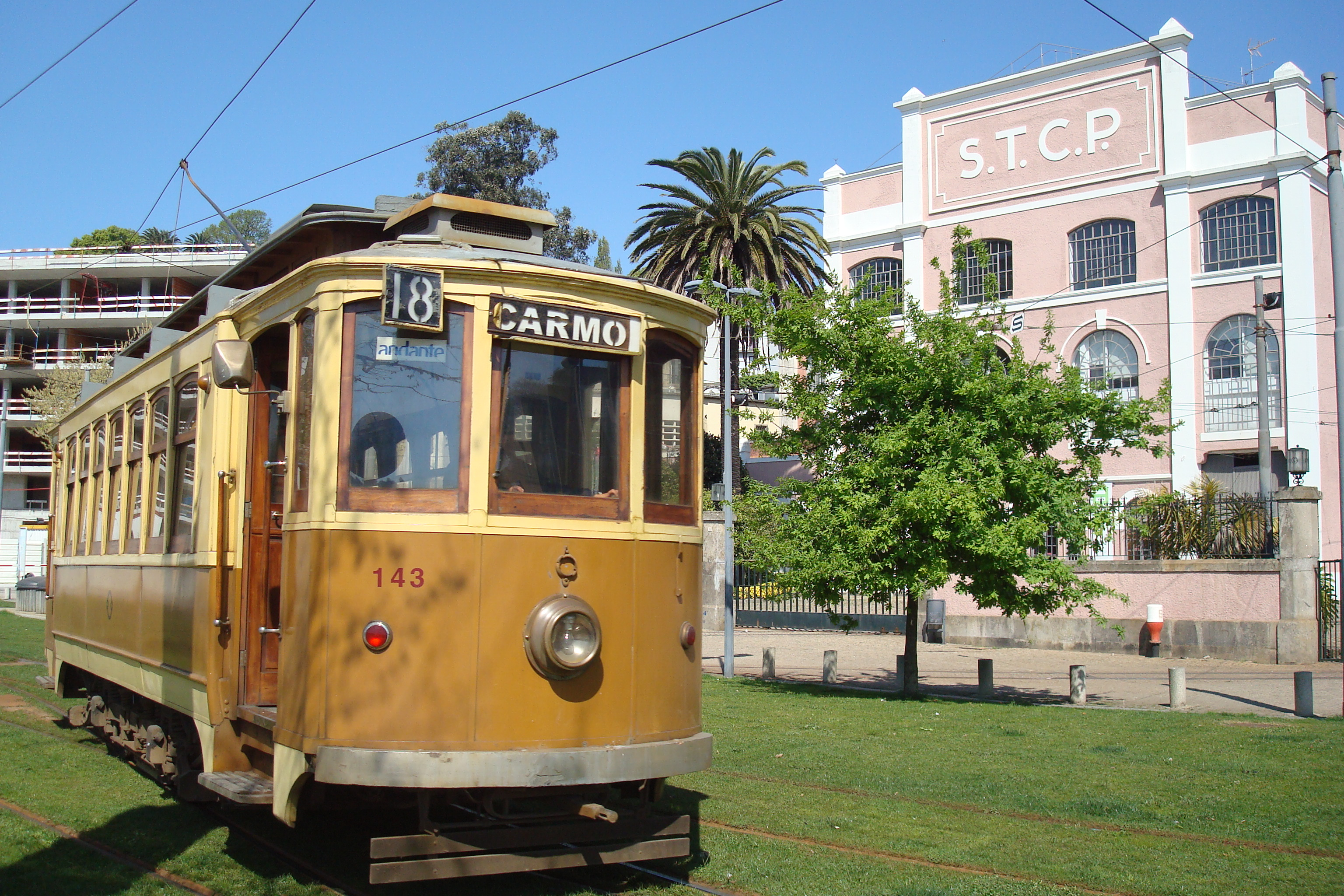
Brill 23 genuíno 143
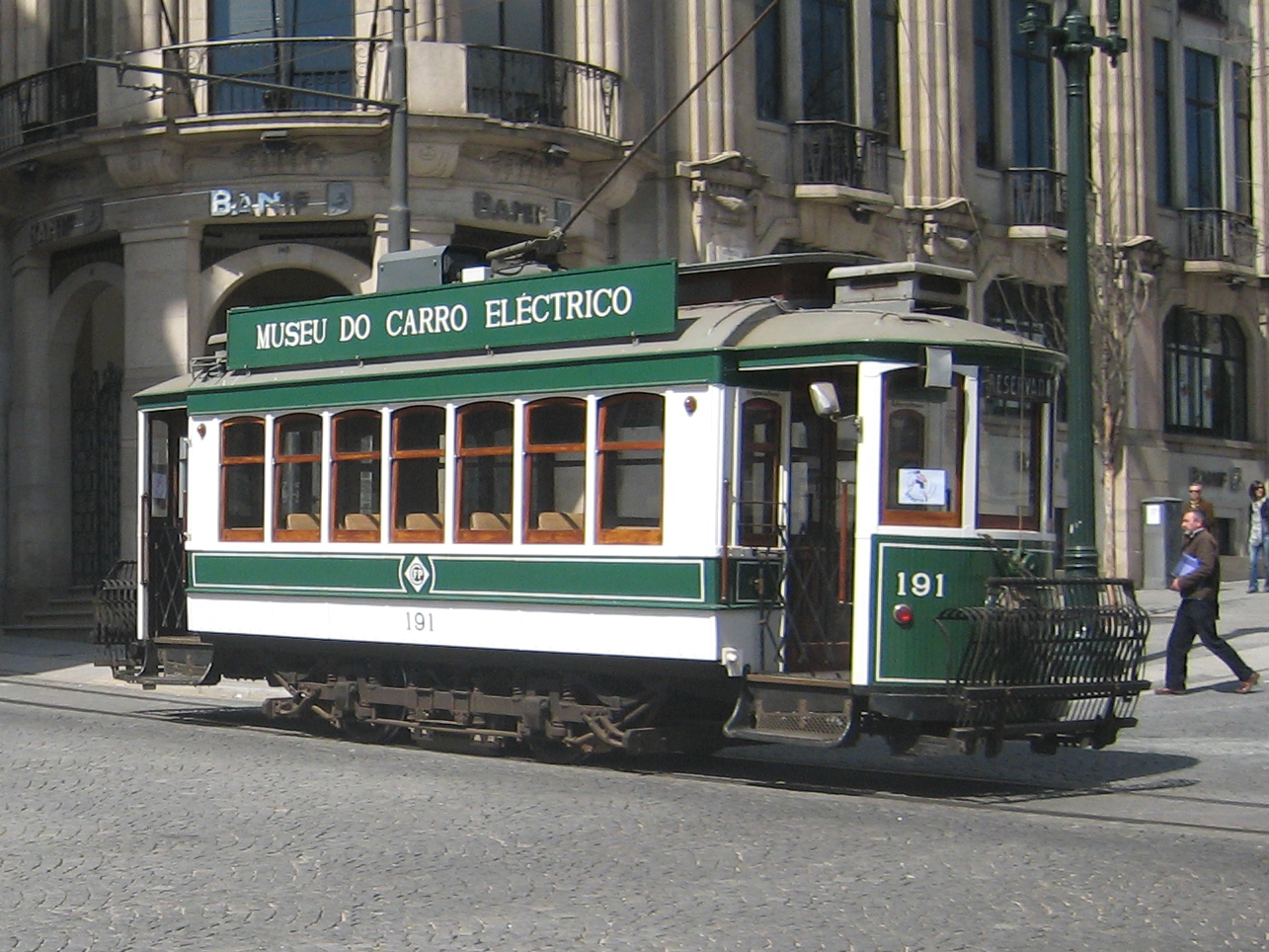
Brill 28 191 com as cores originais na Avenida dos Aliados, Baixa do Porto
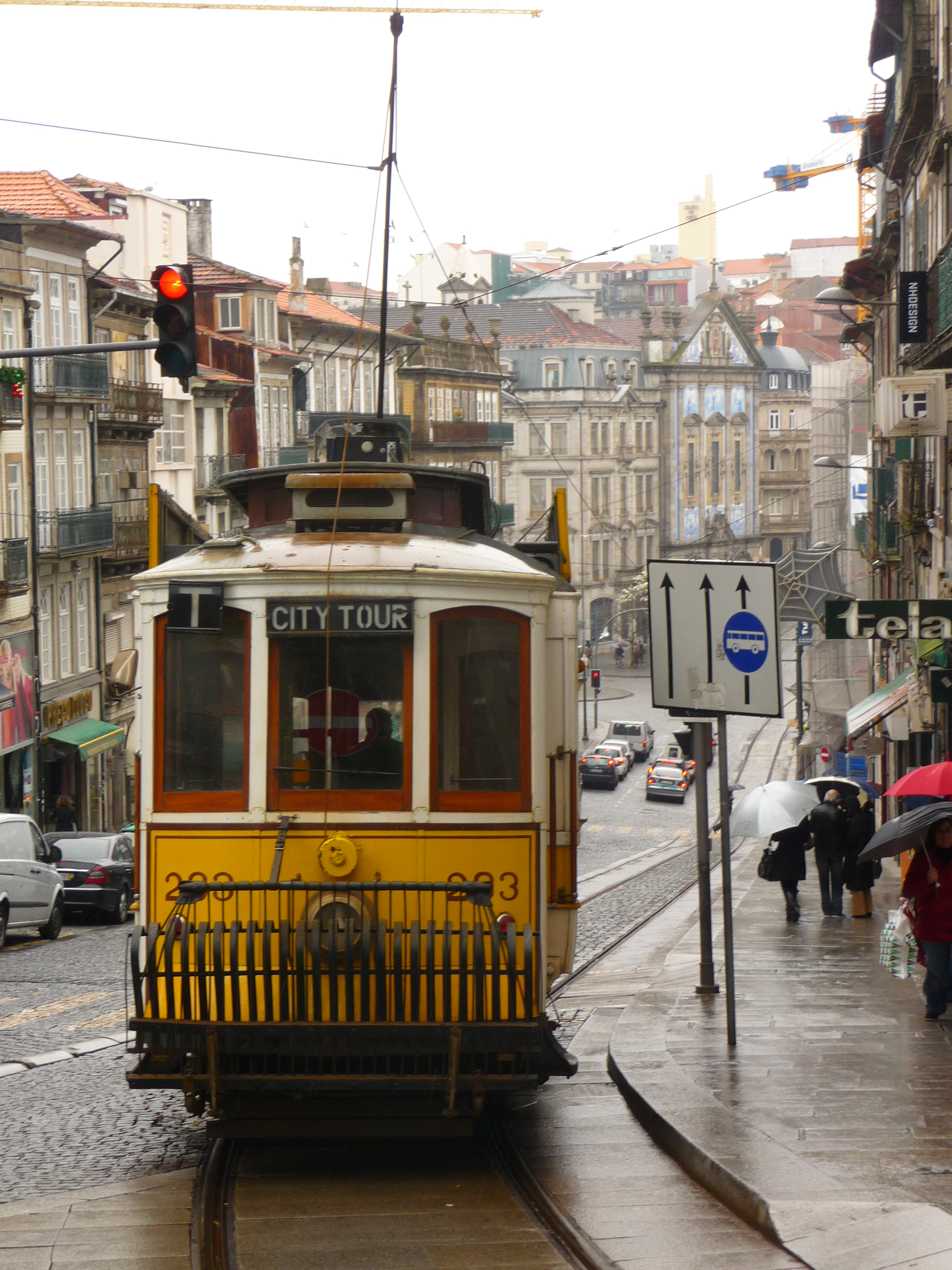
Brill 28 “Salão” 203
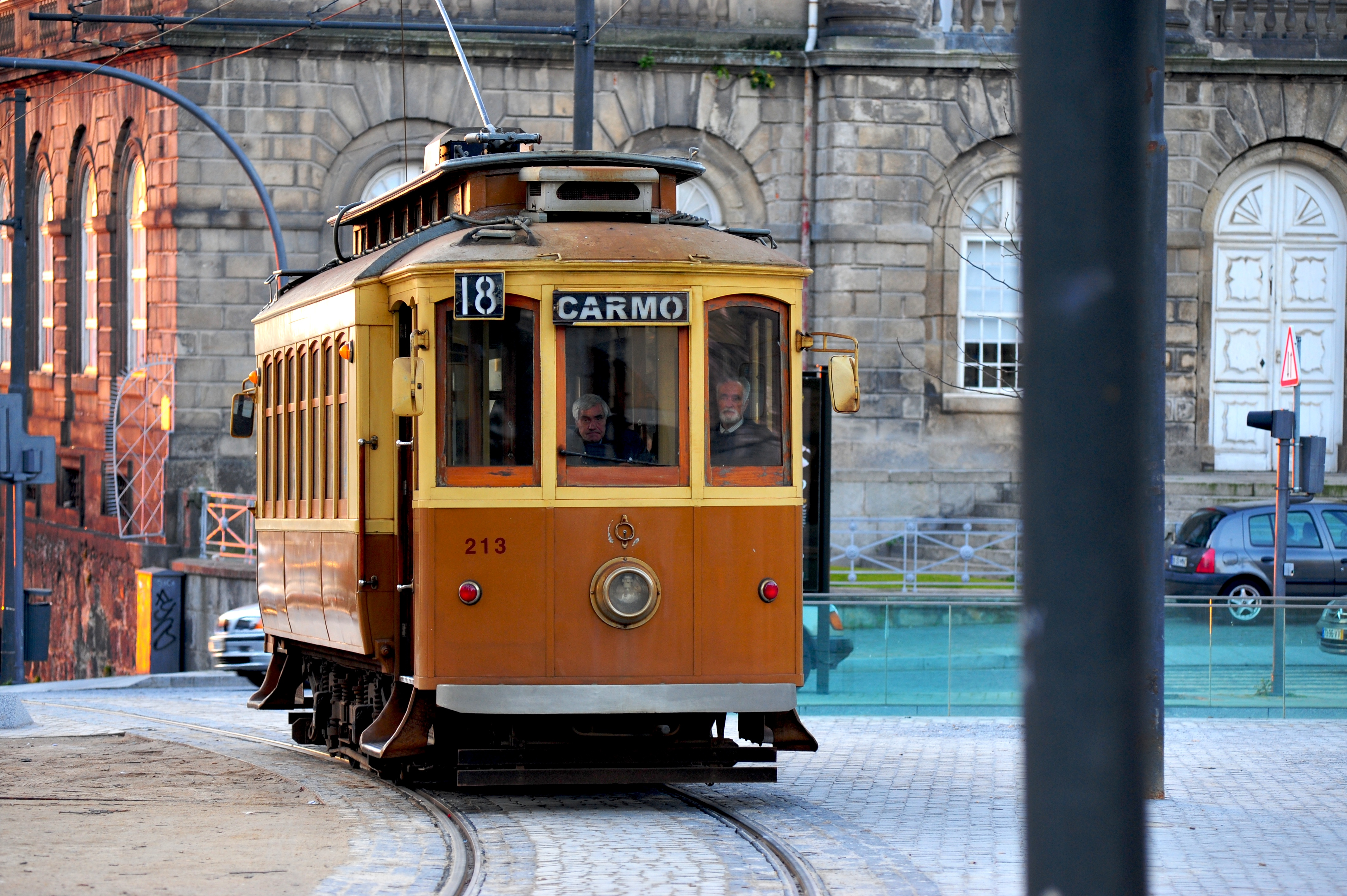
Brill 28 “Salão” 213 na linha '18' junto ao Hospital de Santo António
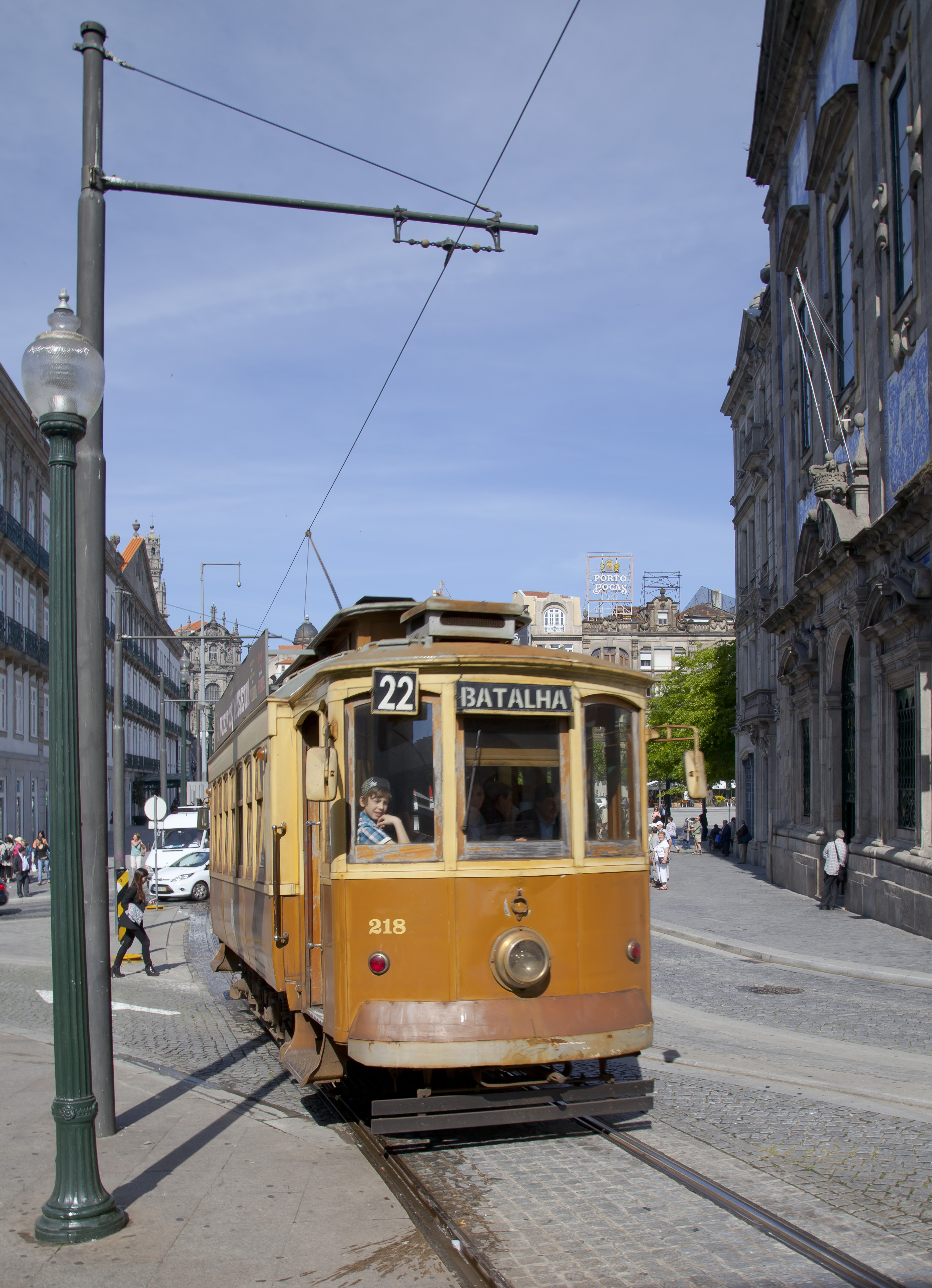
Brill 28 “Salão” 218 na linha '22'
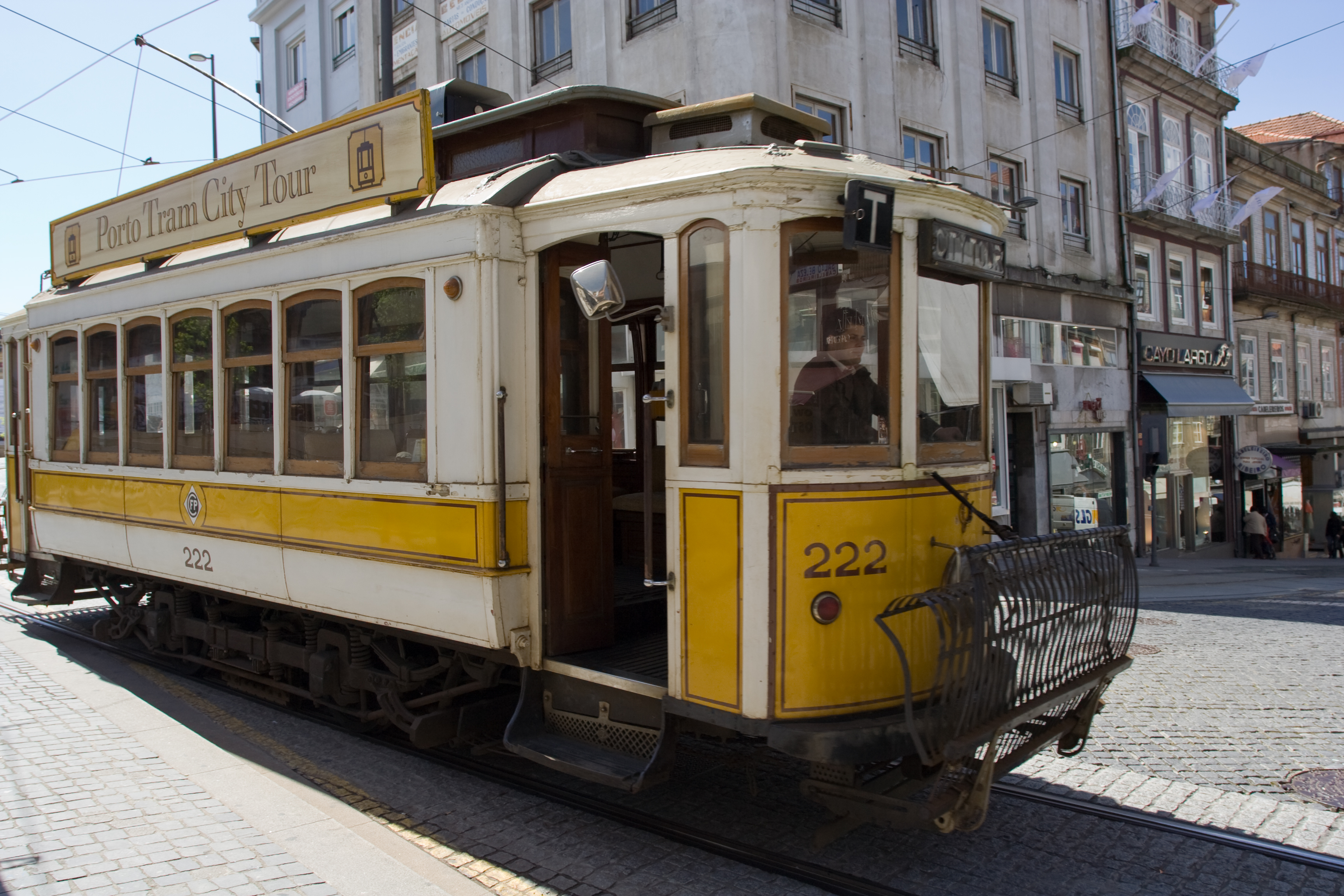
Brill 28 “Salão” 222 com a pintura original
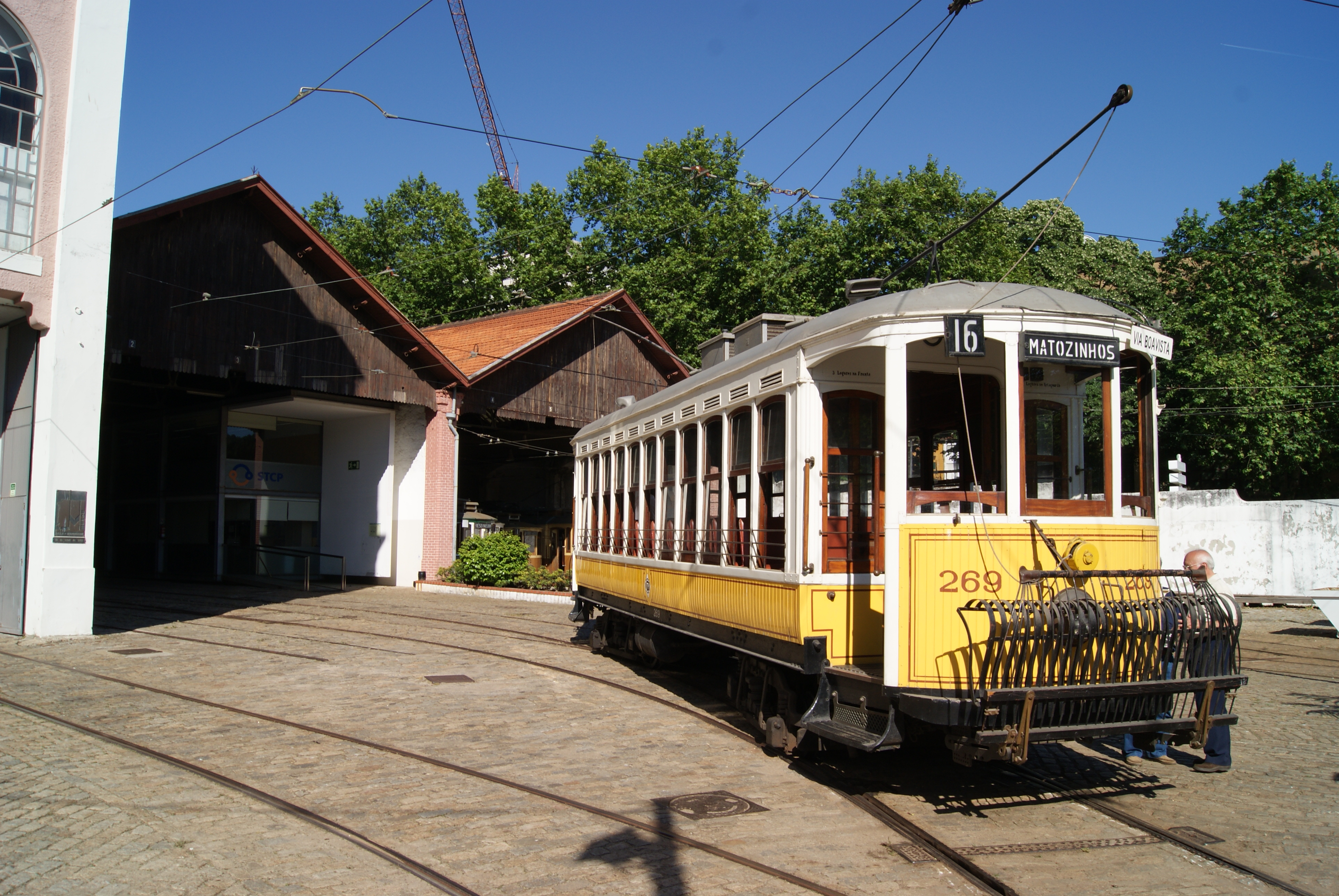
O 269 modelo de 11 janelas conhecido por "fumista"
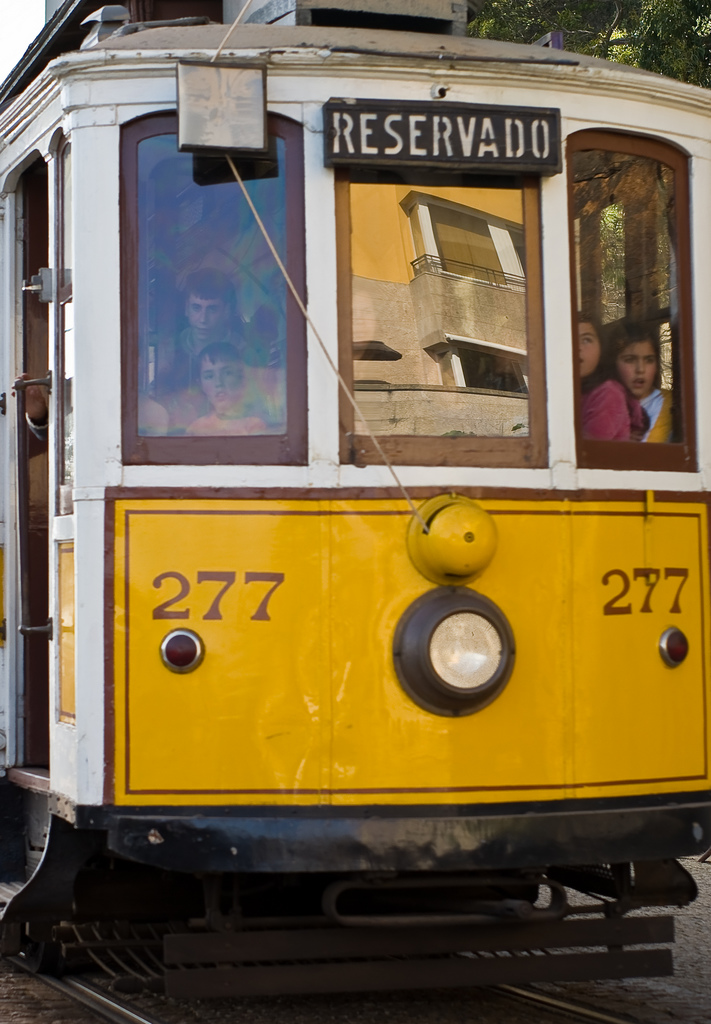
Eléctrico 277, Bogie Americano
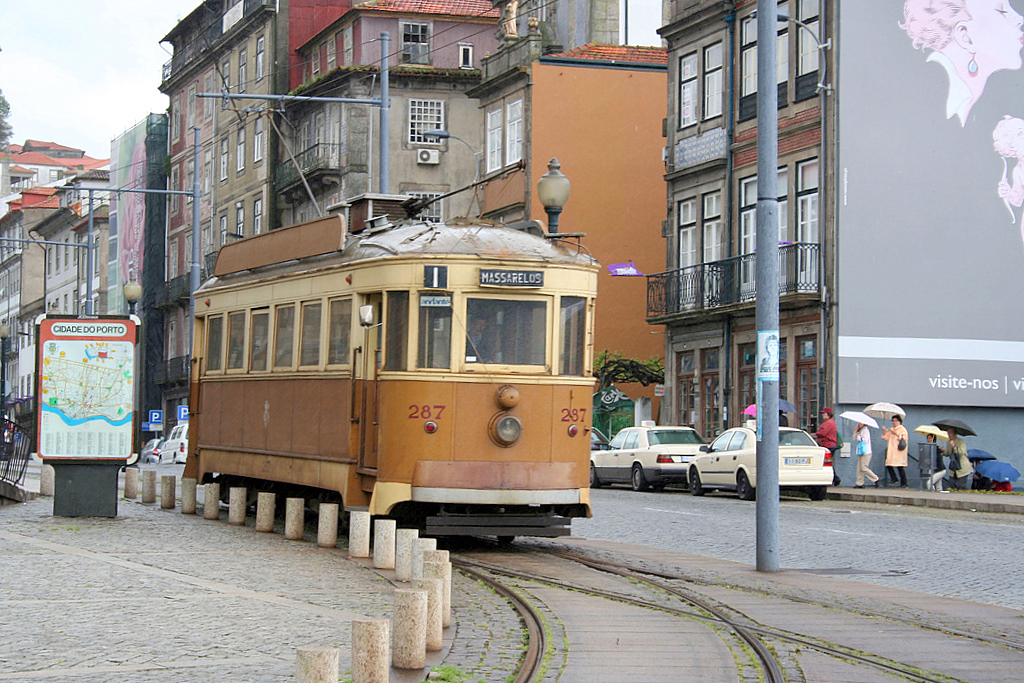
"Belga" 287 no Infante
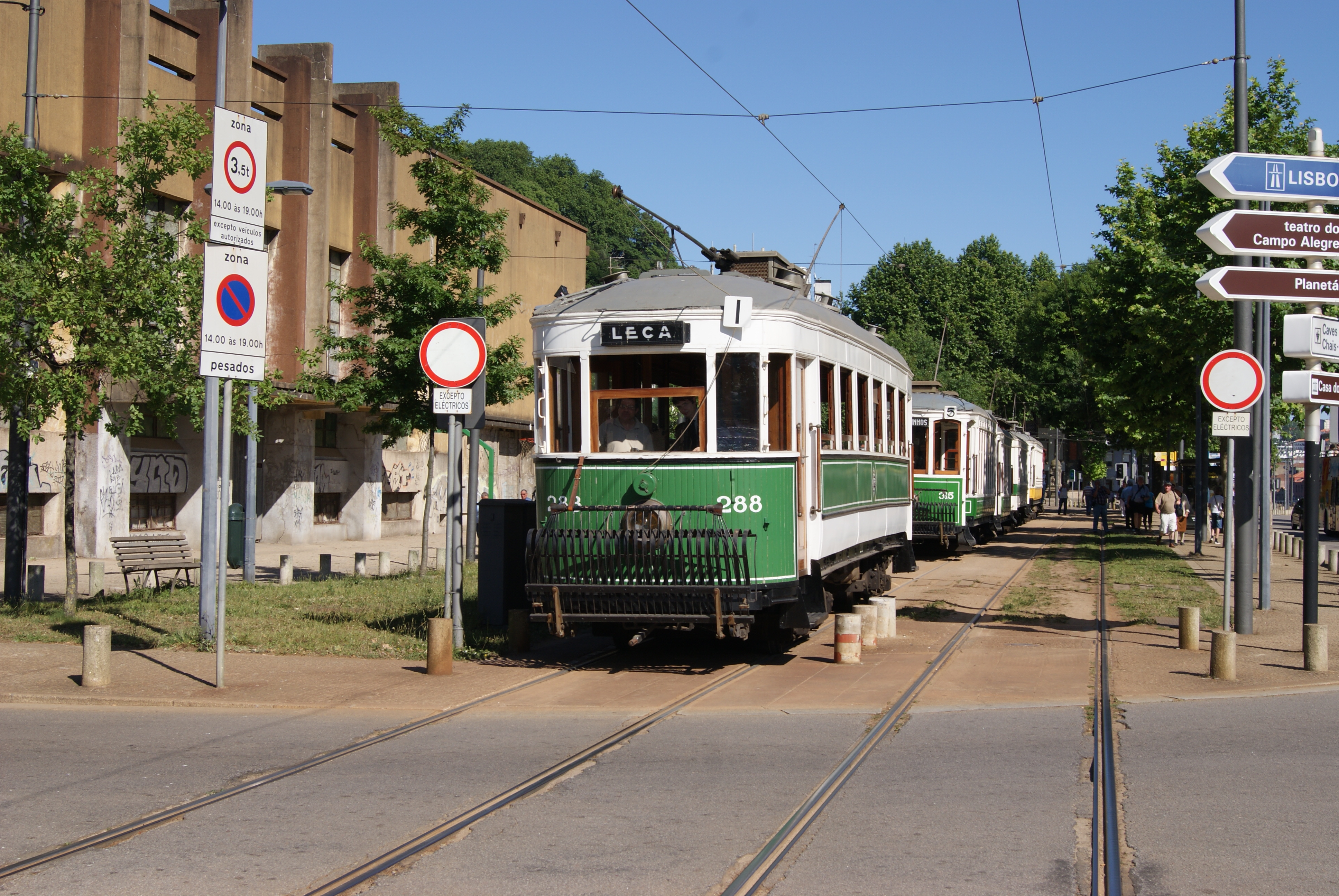
"Belga" 288 com as cores originais
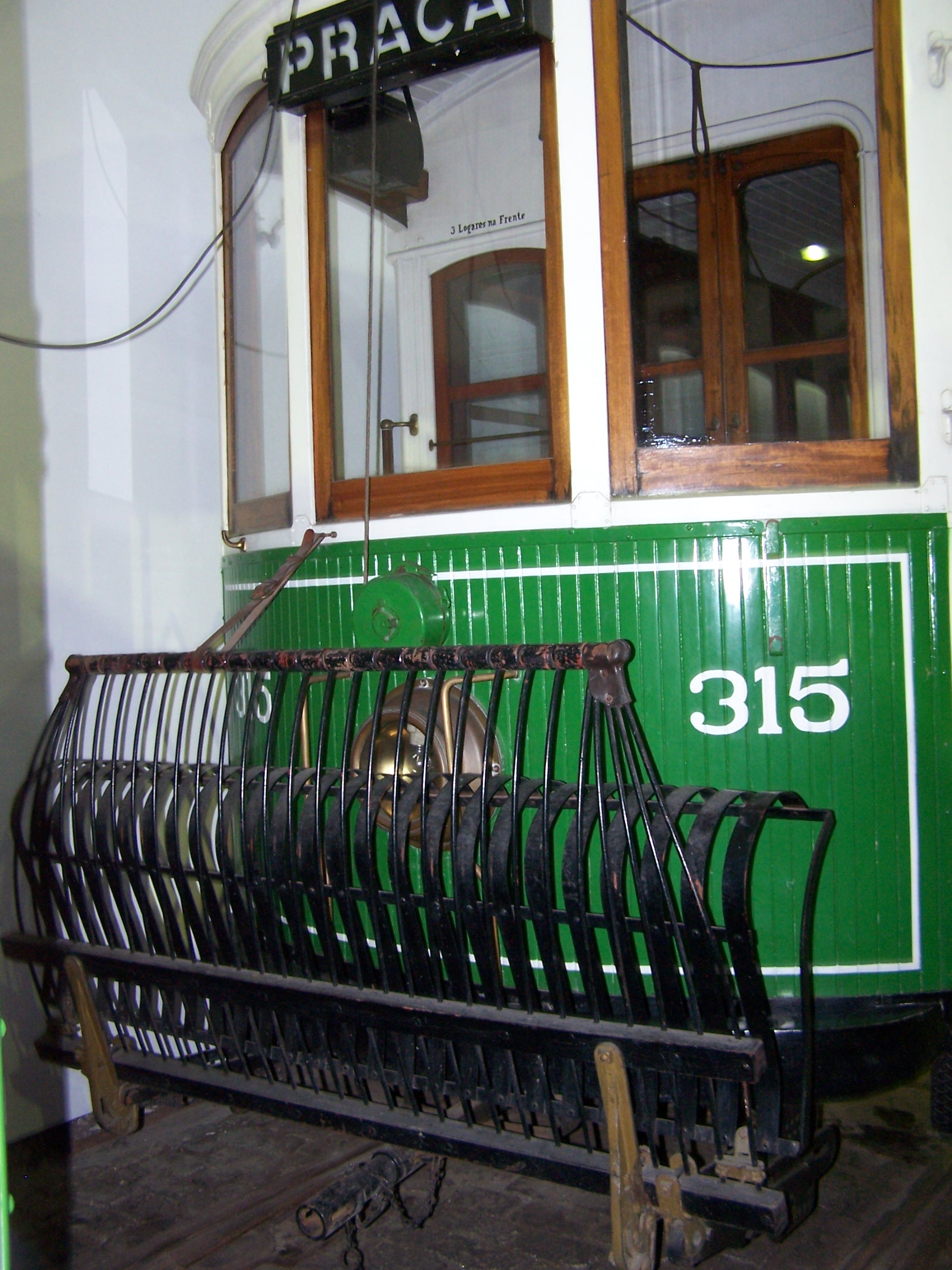
“Fumista” 315
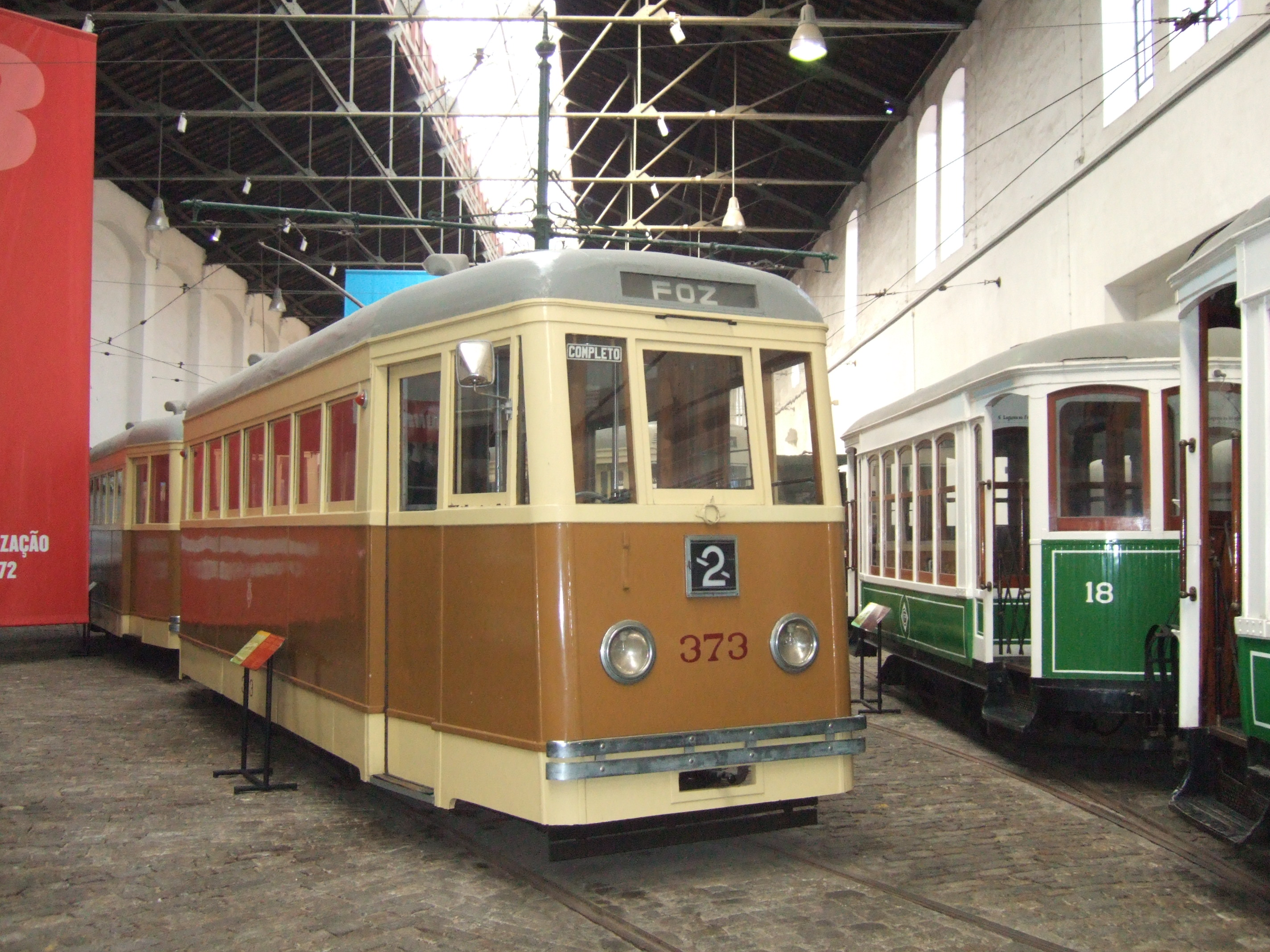
O 373 da série conhecida por "Pipis", construídos entre 1947 e 1949
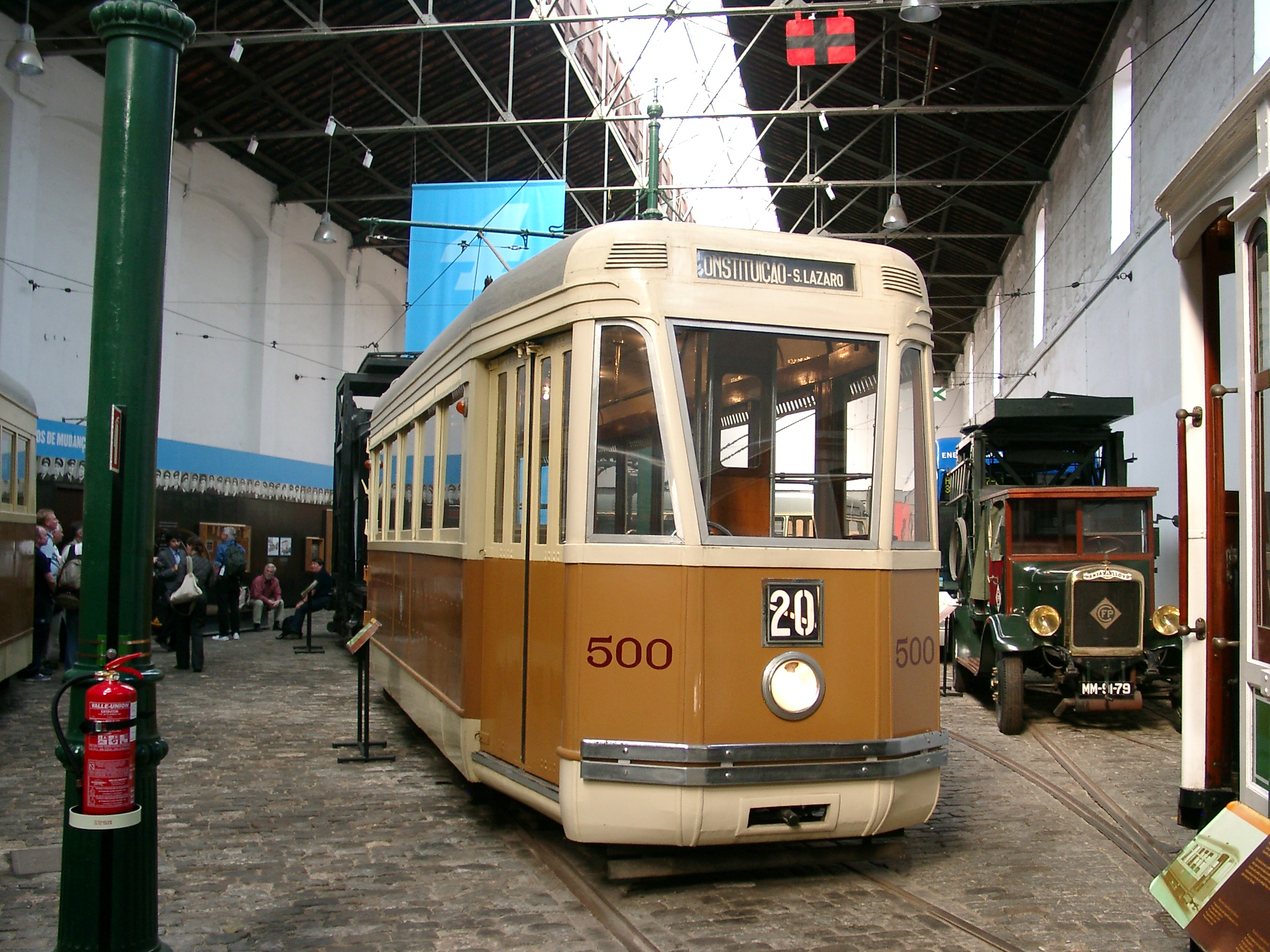
Eléctrico 500 protótipo construído em 1951/52

### Início dos serviços

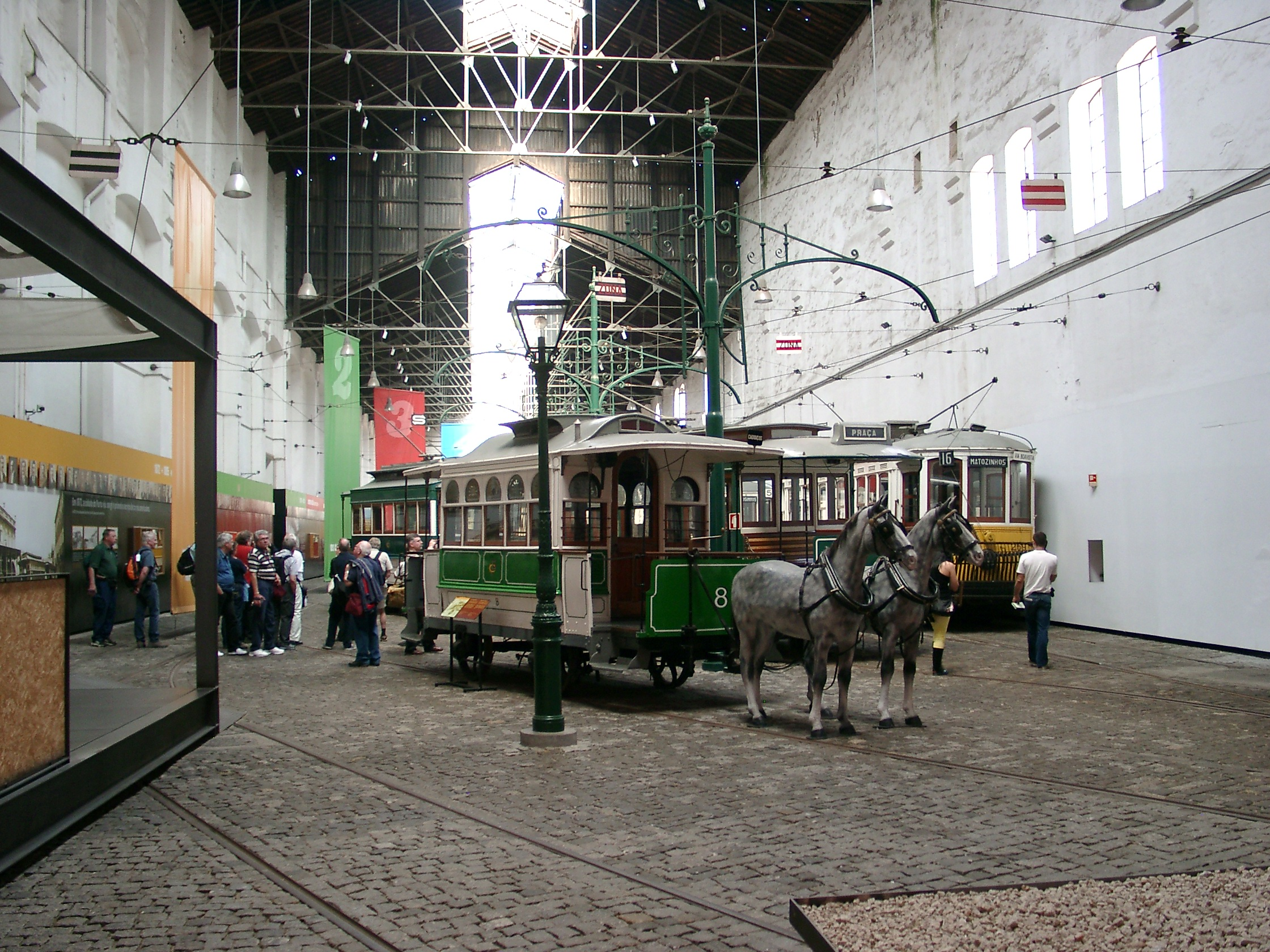
Carro Americano (de tração animal) em exposição no Museu do Carro Elétrico.

### Fusão e expansão da rede

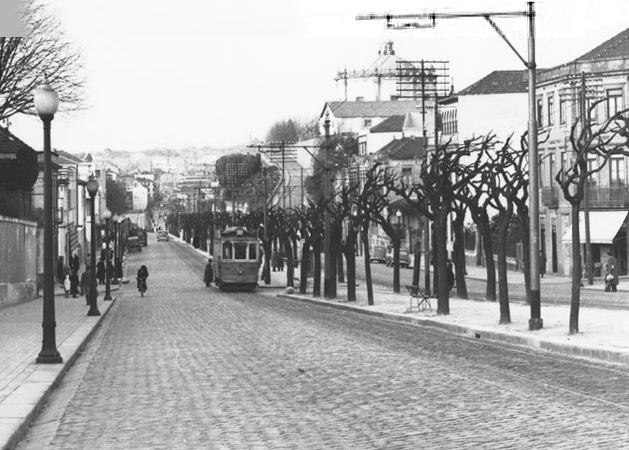
Avenida da República, em Gaia, com circulação de elétricos a partir 1905.

### Nacionalização, auge e declínio do sistema de eléctricos

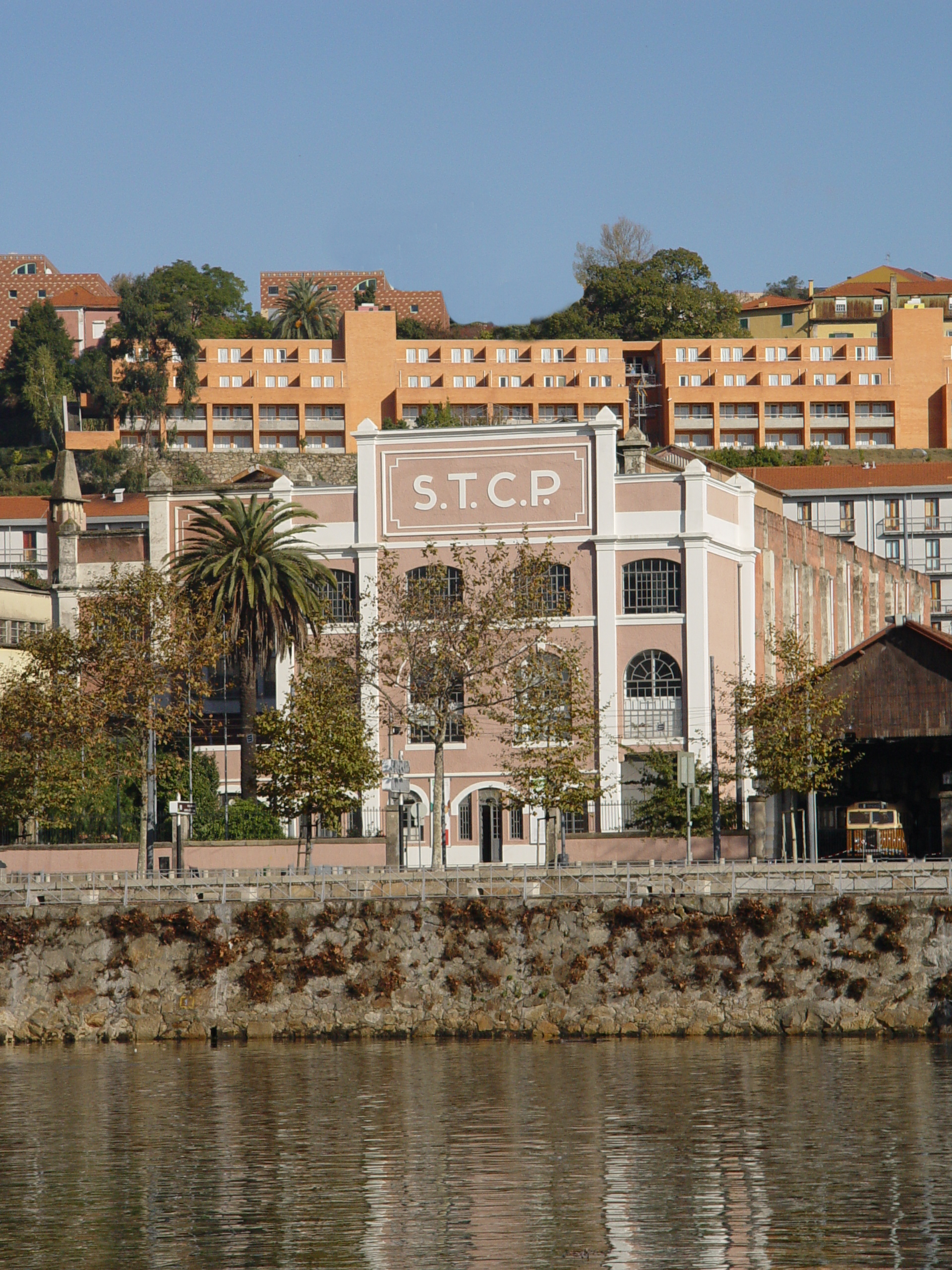
Museu do Carro Eléctrico visto a partir do Rio Douro

### Recuperação do sistema de eléctricos

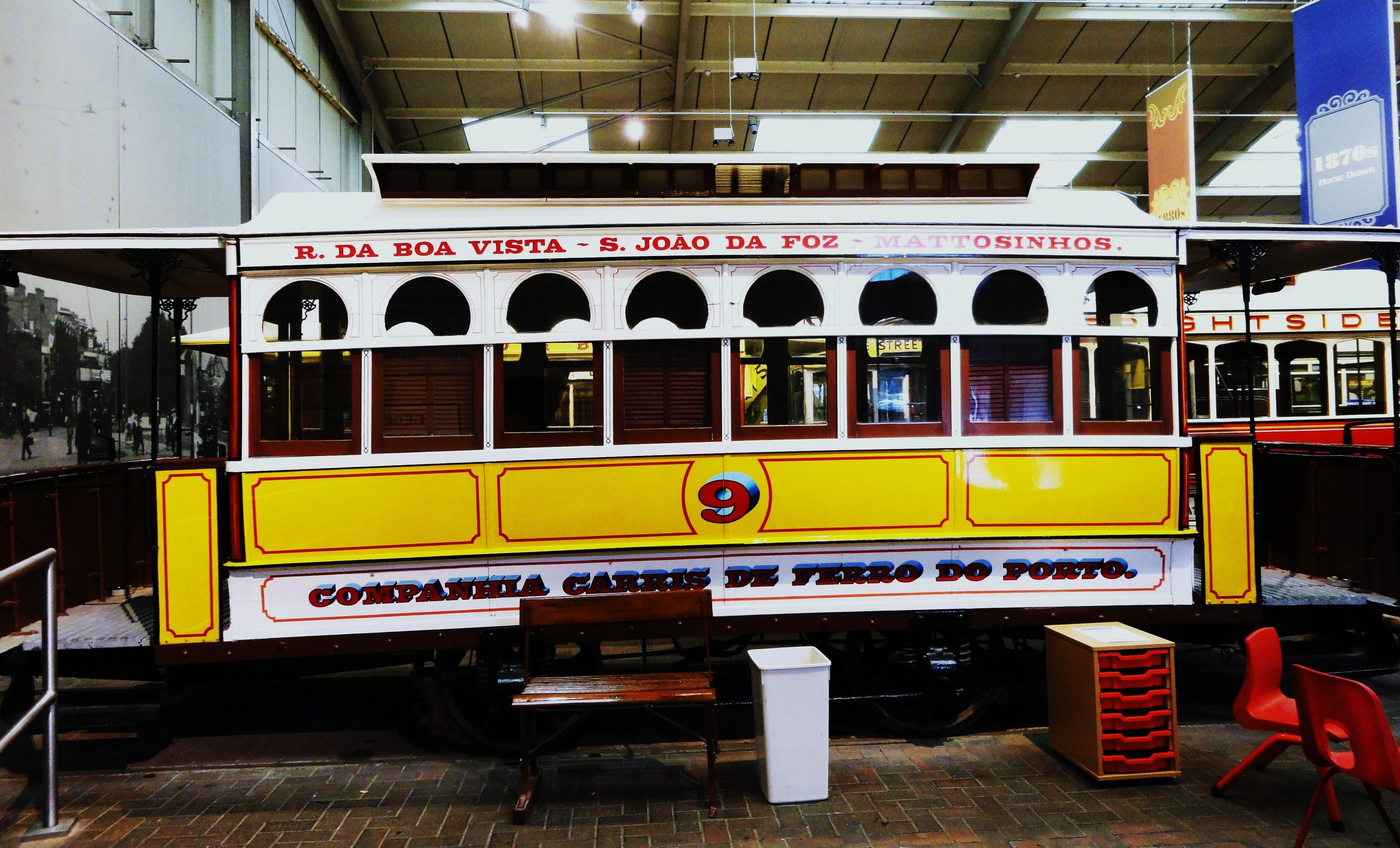
Carruagem N.º 9 de 1873 no National Tramway Museum em Crich (Inglaterra).